# Euxoa rufipennis
Euxoa rufipennis là một loài bướm đêm trong họ Noctuidae.